# ГАЕС Кідстон
ГАЕС Кідстон — гідроакумулювальна електростанція на північному сході Австралії.
Появу проєкту зумовило збільшення питомої частки електроенергії з відновлюваних джерел, графік виробництва яких вирізняється нестабільністю. Резервуари станції вирішили створили на основі двох кар'єрів колишнього золотого рудника Кідстон, що припинив роботу в 2001 році:
- верхній резервуар Wises має невелику глибину при значній площі та в межах спорудження ГАЕС був оточений кам'яно-накидною дамбою висотою до 24 метрів, довжиною 5966 метрів та шириною по гребеню 6 метрів. Джерелом матеріалу для цієї споруди стали відвали рудника, а її водонепроникність забезпечили за допомогою поліетиленової ізоляції;
- нижній резервуар розташований у кар'єрі Елдрідж, що мав глибину у 320 метрів (по завершенні розробки в ньому виникла водойма, яку в межах підготовки до запуску частково осушили шляхом відкачування ресурсу для заповнення верхнього резервуару). Проєктна ємність нижнього резервуару визначена як 5,9 млн м3 при корисному об'ємі 3,62 млн м3, що дозволяє запасати еквівалент 2 млн кВт-год електроенергії.
Поповнення резервуарів забезпечує система водопостачання колишнього рудника, що включає греблю Копперфілд, а надлишкова вода може скидатись до річки Копперфілд по трубопроводу довжиною 1,2 кілометра.
Машинний зал станції споруджений у підземному виконанні та має розміри 90 на 17,5 метра при висоті 45 метрів. Доступ до залу забезпечує транспортний ухил завдовжки 1,5 км з перетином 6х6 метра. З верхнім резервуаром машинний зал сполучають два напірні водоводи з бетонним облицюванням, а до нижнього прокладені два тунелі завдовжки по 340 метрів.
Основне обладнання ГАЕС становлять дві оборотні турбіни типу Френсіс потужністю по 125 МВт, що працюють при номінальному напорі у 222,6 метра.
Для зв'язку з енергосистемою призначена ЛЕП, розрахована на роботу під напругою 275 кВ.
Будівництво ГАЕС почалось в 2021 році, а її запуск в експлуатацію планували на початок 2025 року.